# 卡夫雷多
卡夫雷多（西班牙語：Cabredo）是西班牙纳瓦拉的一个市镇。总面积12平方公里，总人口117人（2001年），人口密度10人/平方公里。